# سیارک ۲۱۵۷۷
سیارک ۲۱۵۷۷ (به انگلیسی: 21577 Negron، نامگذاری:1998SU24) بیست و یک هزار و پانصد و هفتاد و هفتمین سیارک کشف شده‌است که در ۱۷ سپتامبر ۱۹۹۸ کشف شد.
قدر مطلق سیارک برابر ۱۷.۰ است.